# Léonor de Récondo
Léonor de Récondo (Parigi, 10 agosto 1976) è una scrittrice e violinista francese.

## Biografia
Nata a Parigi nel 1976, ha iniziato a studiare violino a 5 anni.
Violinista barocca con all'attivo una quindicina di dischi, nel 2010 ha esordito nella narrativa con La Grâce du cyprès blanc.
Autrice di 7 romanzi, nel 2020 è stata insignita del Prix Ève Delacroix per La Leçon de ténèbres.

## Opere

### Romanzi
- La Grâce du cyprès blanc (2010)
- Rêves oubliés (2012)
- Pietra viva (2013)
- Amori (Amours, 2015), Milano, Rizzoli, 2016 traduzione di Marina Karam ISBN 978-88-17-08881-7.
- Point cardinal (2017)
- Manifesto (2019)
- La Leçon de ténèbres (2020)

## Premi e riconoscimenti
- Prix des libraires: 2015 vincitrice con Amori[5]
- Grand prix RTL-Lire: 2015 vincitrice con Amori
- Prix du roman des étudiants France Culture–Télérama: 2017 vincitrice con Point cardinal
- Prix Ève Delacroix: 2020 vincitrice con La Leçon de ténèbres